# كوسوكي ناكاماتشي
كوسوكي ناكاماتشي (باليابانية: 中町 公祐) (مواليد 1 سبتمبر 1985)، هو لاعب كرة قدم ياباني سابق كان يلعب كلاعب وسط.

## وصلات خارجية
- كوسوكي ناكاماتشي على موقع رابطة كرة القدم اليابانية للمحترفين (اليابانية)
- كوسوكي ناكاماتشي على موقع قاعدة بيانات كرة القدم.إي يو (الإنجليزية)
- كوسوكي ناكاماتشي على موقع Soccerway.com (الإنجليزية)
- كوسوكي ناكاماتشي على موقع عالم كرة القدم.نت (الإنجليزية)
- كوسوكي ناكاماتشي على موقع كووورة